# Помкет-енд-Ефтон 23
Помкет-енд-Ефтон 23 (англ. Pomquet And Afton 23) — індіанська резервація в Канаді, у провінції Нова Шотландія, у межах графства Антігоніш.

## Населення
За даними перепису 2016 року, індіанська резервація нараховувала 353 особи, показавши скорочення на 5,4%, порівняно з 2011-м роком. Середня густина населення становила 130 осіб/км².
З офіційних мов обидвома одночасно не володів жоден з жителів, тільки англійською — 350. Усього 65 осіб вважали рідною мовою не одну з офіційних, з них усі — одну з корінних мов.
Працездатне населення становило 54,2% усього населення, рівень безробіття — 23,1%.

## Клімат
Середня річна температура становить 5,9°C, середня максимальна – 22,1°C, а середня мінімальна – -11,9°C. Середня річна кількість опадів – 1 438 мм.
| Клімат поселення                              | Клімат поселення | Клімат поселення | Клімат поселення | Клімат поселення | Клімат поселення | Клімат поселення | Клімат поселення | Клімат поселення | Клімат поселення | Клімат поселення | Клімат поселення | Клімат поселення | Клімат поселення |
| Показник                                      | Січ.             | Лют.             | Бер.             | Квіт.            | Трав.            | Черв.            | Лип.             | Серп.            | Вер.             | Жовт.            | Лист.            | Груд.            |                  |
| Середній максимум, °C                         | −0,81            | −1,32            | 2,63             | 7,84             | 13,60            | 18,83            | 21,95            | 22,06            | 18,13            | 12,95            | 7,56             | 1,95             |                  |
| Середня температура, °C                       | −6,1             | −6,6             | −2,68            | 2,56             | 8,31             | 13,54            | 18,20            | 18,31            | 14,38            | 9,18             | 3,81             | −1,8             |                  |
| Середній мінімум, °C                          | −11,38           | −11,89           | −7,97            | −2,74            | 3,01             | 8,26             | 14,43            | 14,56            | 10,63            | 5,43             | 0,06             | −5,56            |                  |
| Норма опадів, мм                              | 124              | 106              | 119              | 115              | 103              | 104              | 93               | 105              | 115              | 148              | 156              | 150              |                  |
| Середньомісячна швидкість вітру, м/с          | 5.92             | 5.63             | 5.57             | 5.14             | 4.94             | 4.64             | 4.40             | 4.34             | 4.82             | 5.50             | 5.88             | 6.21             |                  |
| Середньомісячна сонячна радіація, кДж/м²·день | 4633             | 7865             | 11794            | 14991            | 18173            | 20328            | 20030            | 17566            | 13286            | 8284             | 4778             | 3524             |                  |
| --------------------------------------------- | ---------------- | ---------------- | ---------------- | ---------------- | ---------------- | ---------------- | ---------------- | ---------------- | ---------------- | ---------------- | ---------------- | ---------------- | ---------------- |
| Джерело:                                      |                  |                  |                  |                  |                  |                  |                  |                  |                  |                  |                  |                  |                  |